# ابراهیم سقا
ابراهیم بن علی السَّقّا (۱۷۹۸–۱۸۸۱م) فقیه شافعی  و خطیب مصری در سدهٔ نوزدهم میلادی/سیزدهم هجری بود. خطابت در الازهر را بیست سال بر عهده داشت. غایة الأمنیة فی الخطب المنبریة، حاشیه علی شرح البیجوری لعقیدة السباعی، رساله‌ای در مناسک الحج، حاشیه علی تفسیر ابی‌السعود و التحفة السنیة فی العقائد السنیة از آثار اوست.